# Lluvia (Film)
Lluvia (internationaler englischsprachiger Titel Rain, beides für „Regen“) ist ein Filmdrama von Rodrigo García Sáiz. Die mexikanische Produktion mit Arcelia Ramírez, Bruno Bichir, Cecilia Suárez, Mauricio Isaac, Dolores Heredia und Tiaré Scanda spielt während eines sintflutartigen Regens in Mexiko-Stadt und erzählt über einen Zeitraum von 24 Stunden hinweg sechs Geschichten. Lluvia, das Spielfilmdebüt von Sáiz, feierte im Oktober 2023 beim Festival Internacional de Cine de Morelia seine Premiere.

## Handlung

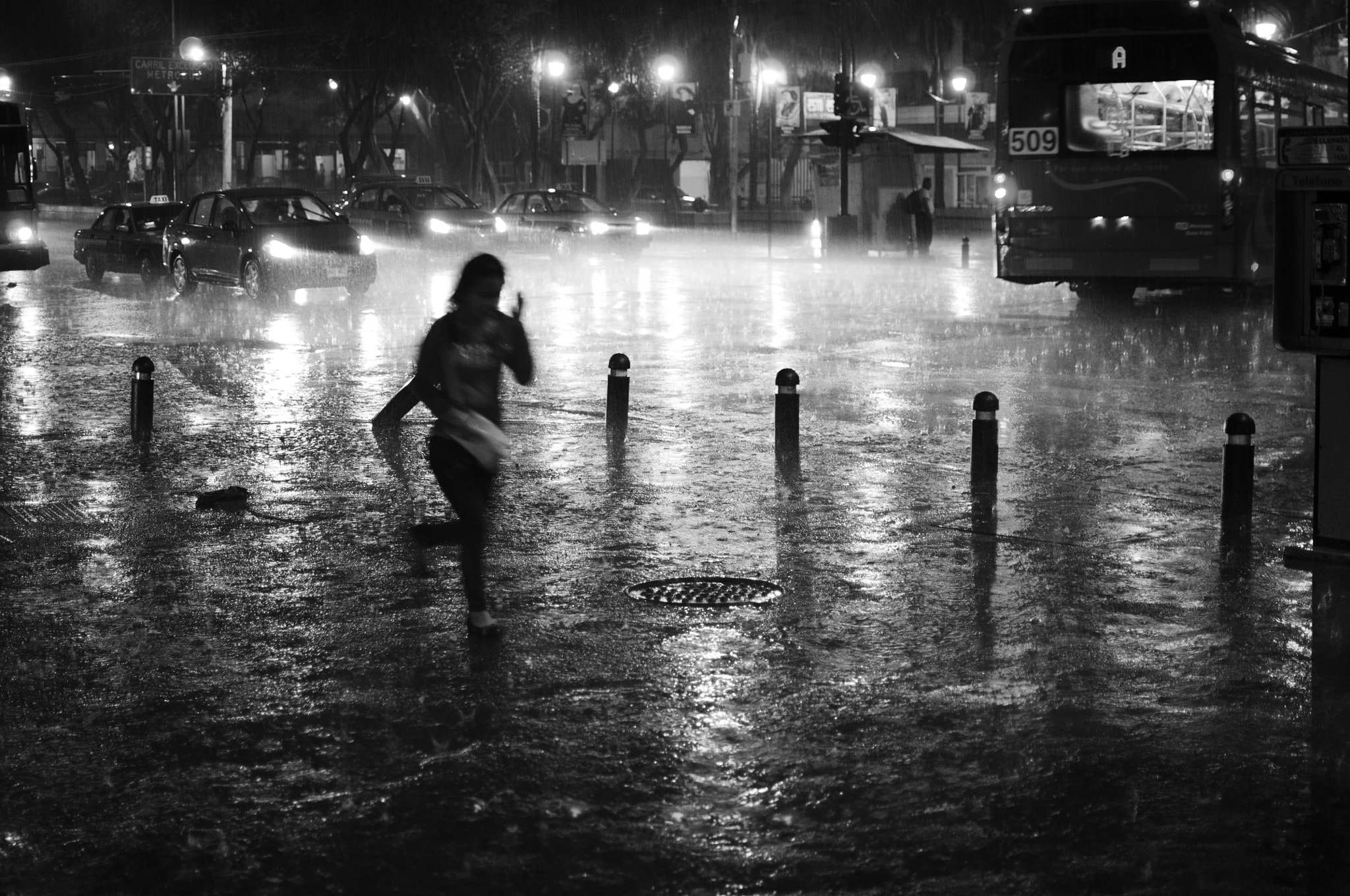
Alle sechs Geschichten finden innerhalb von 24 Stunden während eines sintflutartigen Regens in Mexiko-Stadt statt

Der Film erzählt parallel über einen Zeitraum von 24 Stunden hinweg sechs Geschichten, die sich während eines sintflutartigen Regens in Mexiko-Stadt ereignen.  
Die Lehrerin Sofia leidet unter Depressionen. Als sie Augenzeugin eines bewaffneten Raubüberfalls wird, bei dem ein Schuss einen Passanten trifft, verfolgt sie einer der Täter nach Hause. Es handelt sich um einen ihrer ehemaligen Schüler. 
Nachdem ein Mann in der U-Bahn zusammengebrochenen ist, helfen ihm Esteben und Carmen. Das Pärchen begleitet ihn ins Krankenhaus.
Ein junger Mann trifft auf einer Fußgängerbrücke zufällig auf eine Asiatin, die sich das Leben zu nehmen versucht.
Nachdem ihm ein Fahrgast seine eigene Privatadresse als Ziel nennt, hegt der Taxifahrer Jorge den Verdacht, dass seine Frau eine Affäre hat. Er geht selbst fremd. 
Angi arbeitet als Krankenschwester. An diesem Tag werden ein Mann mit einem Bauchschuss und ein Mann, der in der U-Bahn zusammengebrochenen ist, in das Krankenhaus eingeliefert.

## Produktion

### Filmstab, Besetzung und Dreharbeiten
Bei Lluvia handelt es sich um das Regiedebüt bei einem Spielfilm von Rodrigo García Sáiz. Sein Kurzfilm El hombre que murio de rumor von 1996 wurde beim Premio Ariel als bester fiktionaler Kurzfilm nominiert. Das Drehbuch schrieb Paula Markovitch, zu deren letzten Arbeiten ihr Regiedebüt El Premio und The Box von Lorenzo Vigas gehören. Lluvia basiert auf mehreren Kurzgeschichten von Markovitch, die in Argentinien spielen.
Mauricio Isaac und Karina Gidi spielen Esteben und Carmen, die einem in der U-Bahn zusammengebrochenen Mann helfen. Martha Claudia Moreno spielt die Krankenschwester Angi, die in dem Krankenhaus arbeitet, in das der Mann eingeliefert wird, und Esteban Caicedo den Manager Hector. Bruno Bichir ist in der Rolle des Taxifahrers Jorge zu sehen. Arcelia Ramírez spielt die Lehrerin Sofia, die nach einem bewaffneten Raubüberfall von einem der Täter, einem ihrer ehemaligen Schüler, nach Hause verfolgt wird. Tiaré Scanda spielt die Sexarbeiterin Adriana.
Kameramann Leonardo Hermo war zuletzt für den Horrorfilm Los que vuelven von Laura Casabe und den Thriller La sudestada von Daniel Casabe und Edgardo Dieleke tätig.

### Filmmusik und Veröffentlichung
Die Filmmusik komponierte der Multiinstrumentalist Ramiro del Real. Zu den früheren Arbeiten des in Mexiko-Stadt geborenen und aus einer Musikerfamilie stammenden Komponisten gehören neben einer Vielzahl von Werbungen und Kompositionen für andere Künstler der Fernsehfilm Las oscuras primaveras von Ernesto Contreras, der Kriminalfilm La 4ª Compañía von Mitzi Vanessa Arreola und Amir Galván Cervera und die Liebeskomödie American Curious von Gabylu Lara.
Die Premiere des Films erfolgte am 24. Oktober 2023 beim Festival Internacional de Cine de Morelia. Im März 2024 wurde er beim Málaga Film Festival und im April 2024 beim Miami Film Festival gezeigt. Ende Mai, Anfang Juni 2024 wird der Film beim Festival Internacional de Cine Latino de Los Ángeles vorgestellt.

## Rezeption

### Kritiken
Sabina Dana Plasse schreibt in ihrer Kritik bei filmthreat.com, Lluvia sei wunderschön gefilmt und gespielt. Es handele sich dabei um einen Denkfilm und einen kunstvollen Film, der insbesondere aufgrund seines europäischen Ansatzes für Cineasten interessant sei.

### Auszeichnungen
Málaga Film Festival 2024
- Nominierung als Bester Iboamerikanischer Film für die Goldene Biznaga (Rodrigo García Sáiz)

Miami Film Festival 2024
- Nominierung für den Jordan Ressler First Feature Award (Rodrigo García Sáiz)[11]